# Château de Nages
Le château de Nages est un château fort situé à Nages, dans le Tarn, en région Occitanie.

## Historique
Le château fut construit durant la guerre de Cent Ans, vers 1356, en partie pour se protéger contre les attaques à répétition du Prince Noir.
Pendant les guerres de Religion du XVIe siècle, le 24 février 1586 exactement, le château défendu par le capitaine Calvet fut pris par les huguenots commandé par le chef protestant Gabriel de Montgommery. Animé d'une violente haine à l'égard des catholiques, malgré la promesse de la vie sauve, les prisonniers sont massacrés au lieu-dit Martinoles (à Nages). 
L'église Saint-Victor ayant été détruite dans l'épisode, une des tours du château a été transformé en clocher, et l'église reconstruite à partir de cela.
Les comtes de Thézan, propriétaire du château depuis sa création n'a pas eu à abandonner ses biens lors de la Révolution. Mais par alliance de sa fille, le château est passé dans la famille de Lévis-Mirepoix. Celle-ci vendit le château au début du XXe siècle.
Aujourd'hui, le château est séparé entre plusieurs propriétaires, dont le Centre de recherches du Rieumontagné qui en possède deux tours. Une partie est aménagée et se visite. On y trouve une collection d'objets médiévaux et Renaissance. La cheminée du château d'Escroux a été déplacée dans la cuisine du château de Nages en 2018.

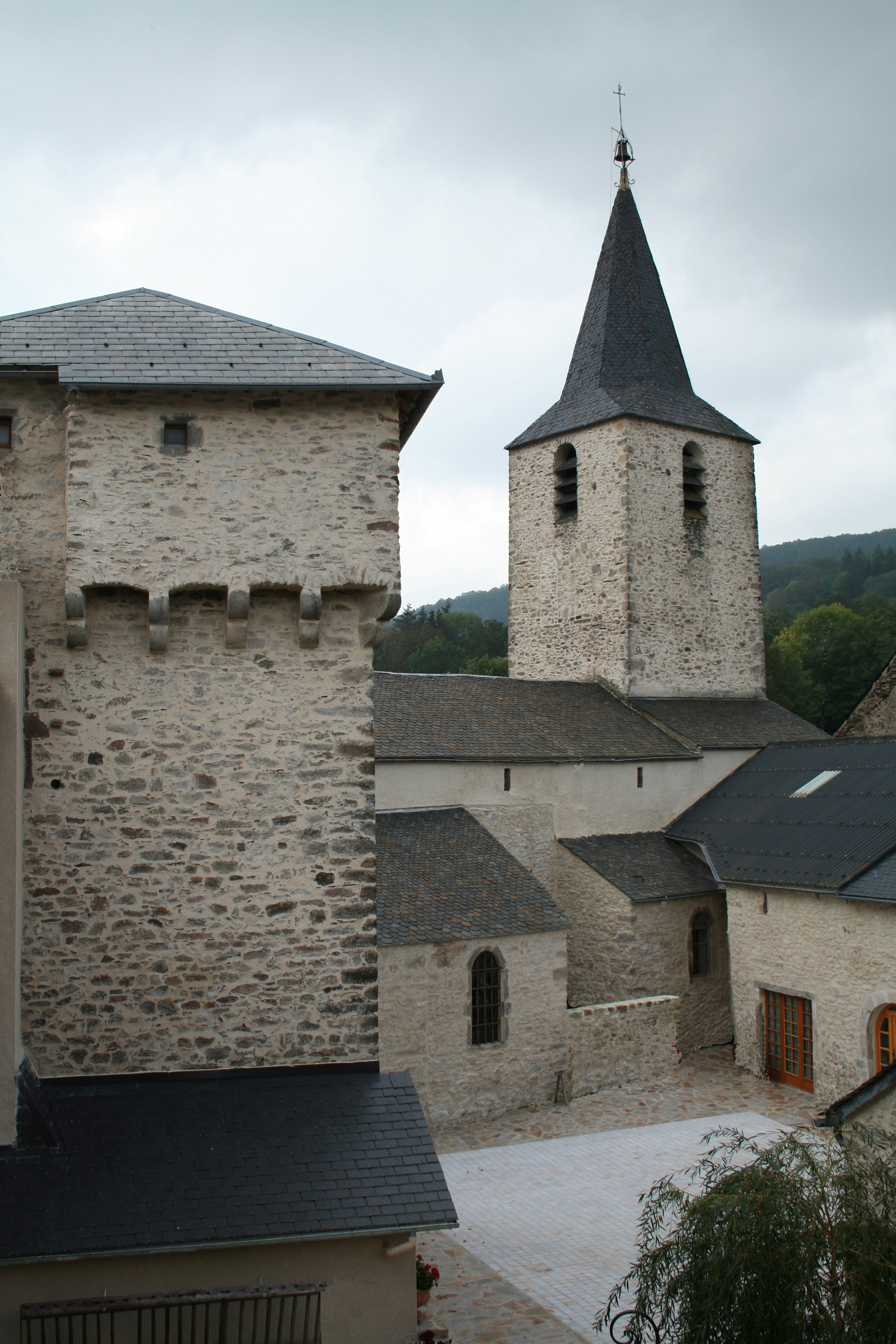
Le château et l'église Saint-Victor de Nages.
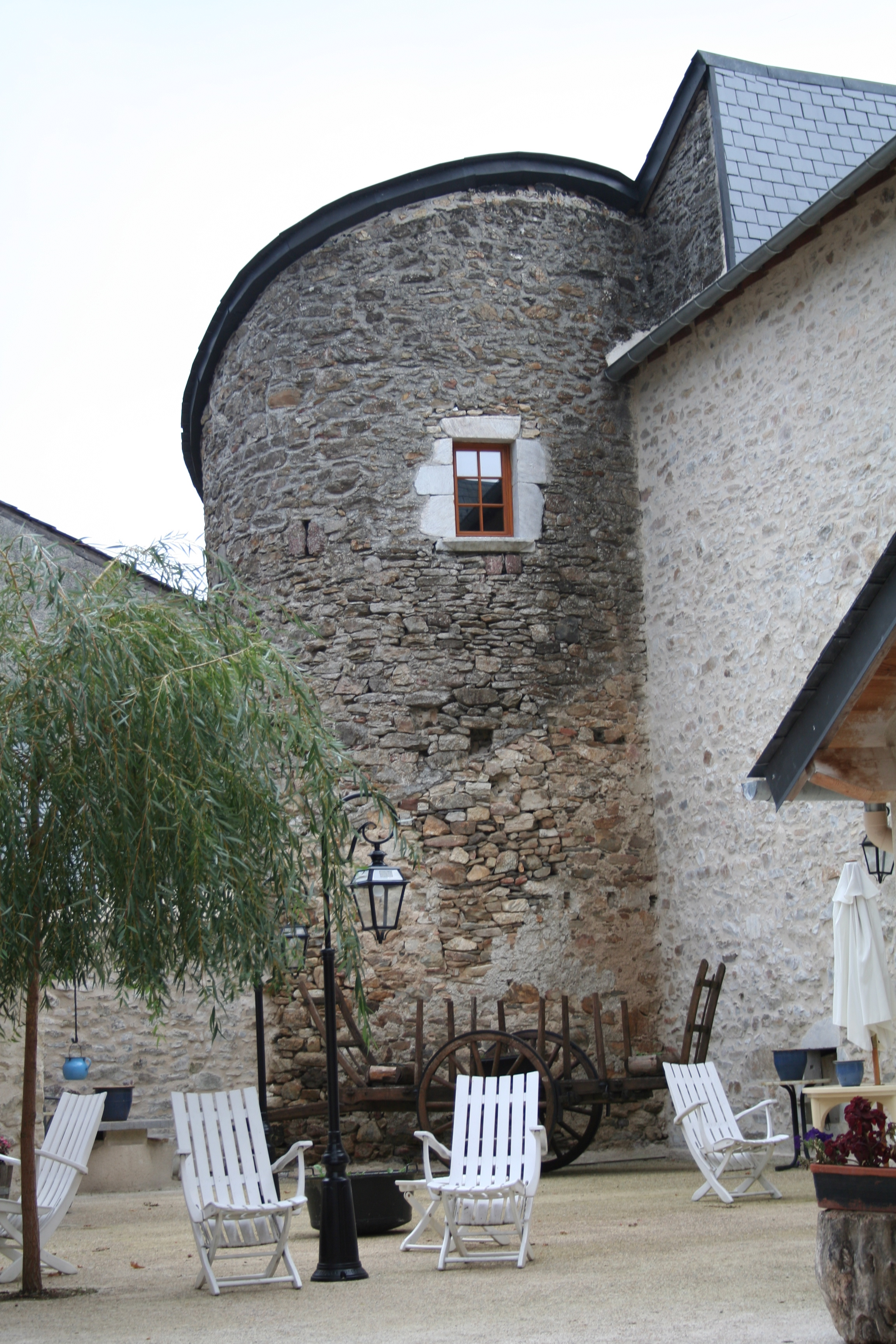
Une tour ronde du château.